# Ichsan Pratama
Ichsan Pratama (sinh ngày 18 tháng 1 năm 1992) là một cầu thủ bóng đá người Indonesia hiện tại thi đấu ở vị trí tiền đạo hoặc Tiền vệ cho PSPS Pekanbaru.

## Sự nghiệp

### Barito Putera
Ichsan gia nhập đội hình để thi đấu tại Indonesia Soccer Championship A 2016. Ichsan có màn ra mắt trước Bhayangkara F.C. ở vòng đầu.